# 東郡家站
東郡家站（日语：／ Higashi-Kōge eki */?）是位於鳥取縣八頭郡八頭町堀越字堀越6號，西日本旅客鐵道（JR西日本）的因美線車站。

## 歷史
- 1956年（昭和31年）11月1日 - 日本國有鐵道因美線津之井站至郡家站之間開設此站。
  - 當時車站地址是鳥取縣八頭郡郡家町（日语：郡家町 (鳥取県)）堀越字堀越。
- 1957年（昭和32年）3月31日 - 隨著郡家町（第三次）成立，車站地址變為鳥取縣八頭郡郡家町堀越字堀越。
- 1987年（昭和62年）4月1日 - 伴隨國鐵分割民營化，車站由西日本旅客鐵道（JR西日本）營運。
- 2005年（平成17年）3月31日 - 隨著八頭町成立，車站地址變為鳥取縣八頭郡八頭町堀越字堀越。
- 日期不詳：撒走自動售票機。

## 車站構造
車站是一座地面車站，設有1面1線單式月台，智頭方向的列車會開啟左邊車門。前往鳥取方向和智頭方向的列車使用同一月台。
此站是由鳥取鐵道部管理的無人車站。此站沒有車站大樓，在月台上設有候車室。曾經在候車室內設有自動售票機，現已撒走。在候車室附近設有男女共用濕廁。

## 使用狀況
以下為近年1日平均上下車人次列表
| 使用人次變化 | 使用人次變化      |
| 年度         | 1日平均上下車人次 |
| ------------ | ----------------- |
| 2011年       | 211               |
| 2012年       | 202               |
| 2013年       | 207               |
| 2014年       | 162               |
| 2015年       | 164               |
| 2016年       | 150               |
| 2017年       | 126               |
| 2018年       | 148               |

## 車站周邊
- 郡家警署（日语：郡家警察署） 稻荷駐在所
- 八頭町立郡家東小學
- 國道29號
- 鳥取縣道39號郡家國府線（日语：鳥取県道39号郡家国府線）
- 鳥取縣道287號河原郡家線（日语：鳥取県道287号河原郡家線）

## 相鄰車站
西日本旅客鐵道（JR西日本）
 因美線
津之井－東郡家－郡家

## 注腳
1. ↑  國土數値情報 不同站的上下車人次數據 （页面存档备份，存于）（日語） - 國土交通省，2019年7月4日參閲
2. ↑  國土數値情報 不同站的上下車人次數據 （页面存档备份，存于）（日語） - 國土交通省，2020年9月3日參閲

## 外部連結
- 東郡家｜車站資訊：JR出門網 - 西日本旅客鐵道（日語）